# Zespół klasztorny w Marianowie

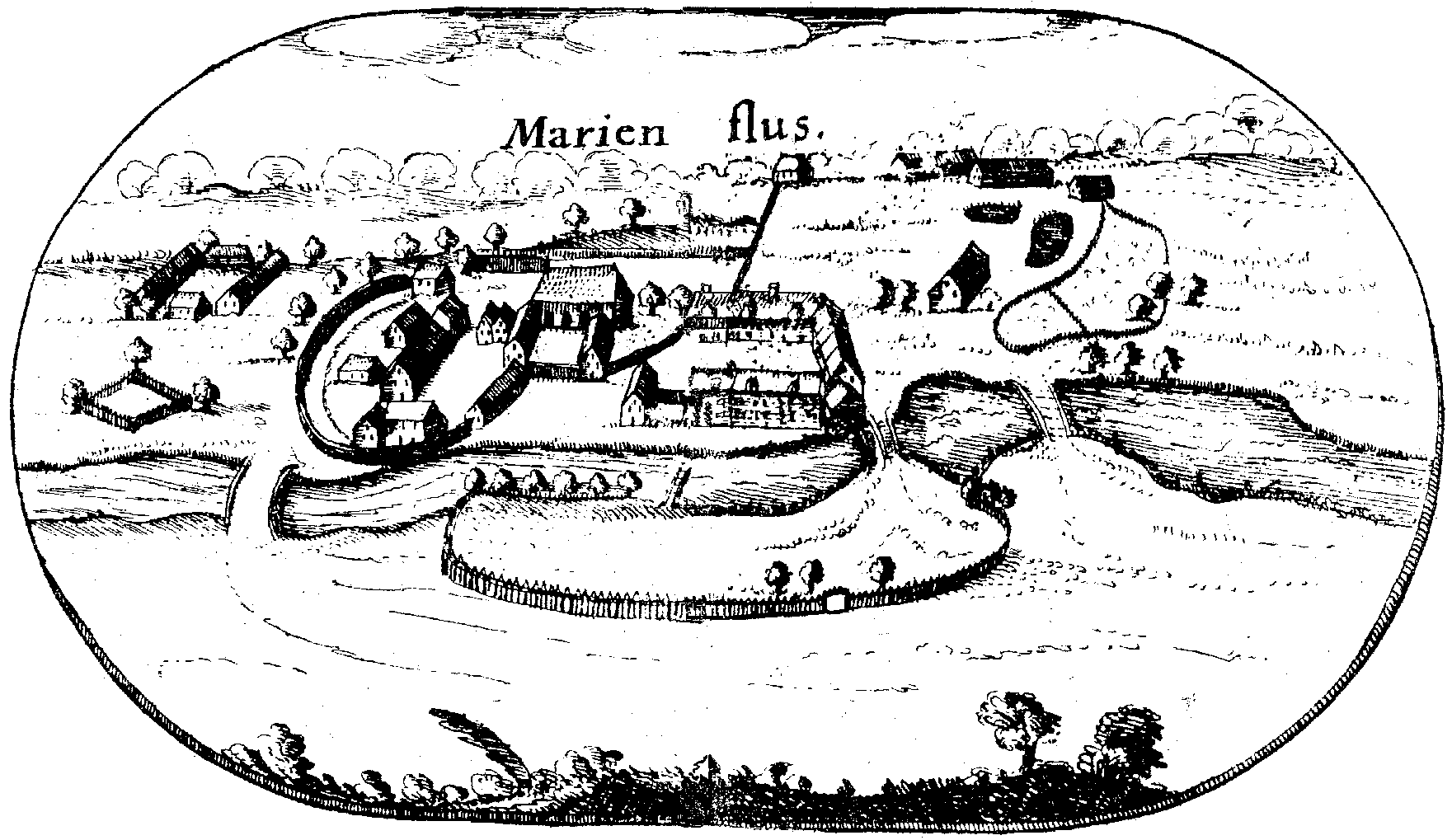
Rycina Marianowa z Wielkiej Mapy Księstwa Pomorskiego

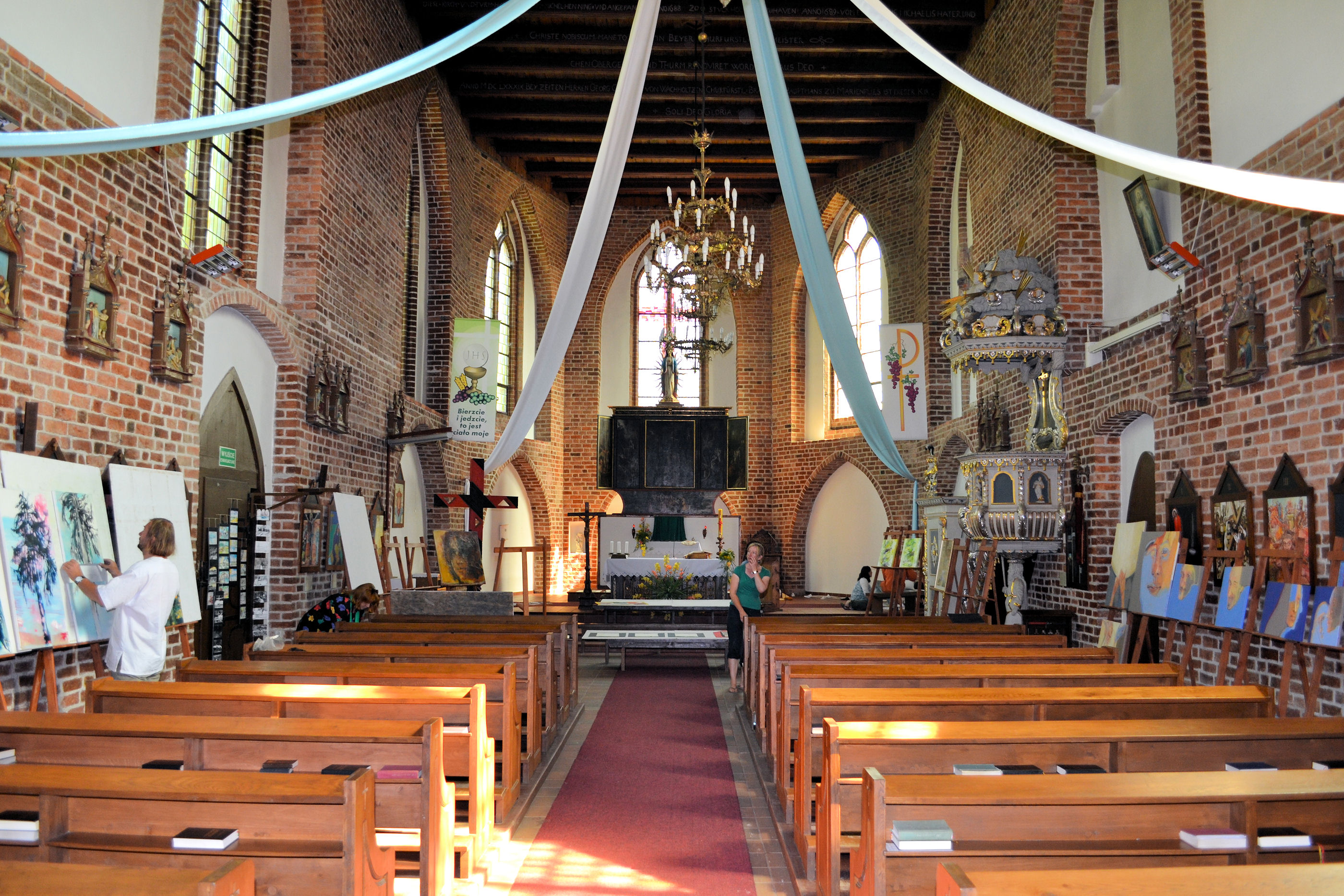
Wnętrze kościoła

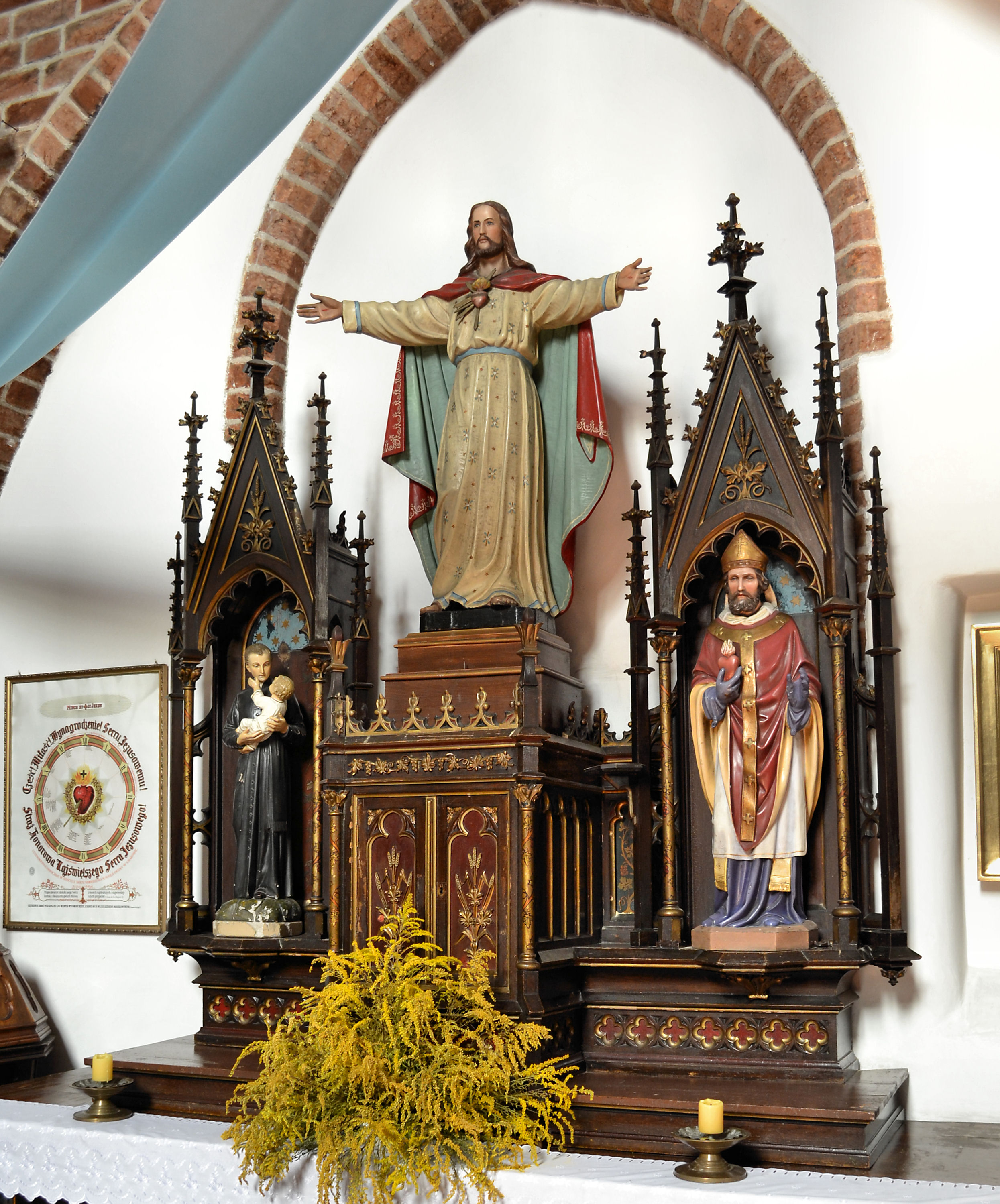
Ołtarz neogotycki

Zespół klasztorny w Marianowie – zabudowania dawnego domu zakonnego cysterek w Marianowie, przekształconego następnie w dom pobytu dla pomorskich szlachcianek. W zakładzie tym przebywała przez ok. 15 lat (od 1604 do 1619), posądzana o czary, Sydonia von Borck.

## Historia
Dzieje klasztoru sięgają XIII wieku. W 1248 roku książę szczeciński Barnim I ufundował klasztor dla cysterek nad strumieniem św. Marii. Do powstania klasztoru i jego funkcjonowania przyczyniły się także pomorskie rody rycerskie: von Osten, von Borck, von Jerichow, von Regedanz i von Wedel, które przekazały na rzecz klasztoru liczne nadania ziemskie. Klasztor posiadał również wiele przywilejów nadanych przez książąt pomorskich i władze duchowne. Władztwo klasztorne obejmowało obszar ok. 1100 włók ziemi z wieloma wsiami (m.in. Marianowo, Biała, Brzeziny, Czarnkowo, Lutkowo, Słodkówko, Sulino, Dalewo i Gogolewo), rzekami, jeziorami i lasami.
Pierwotne zabudowania klasztorne były wykonane prawdopodobnie z drewna. Później zastąpiono je budowlami ceglanymi. Kompleks klasztorny składał się z orientowanego, pięcioprzęsłowego kościoła salowego, oraz dwóch dwukondygnacyjnych skrzydeł klasztornych. W skrzydle wschodnim (nieistniejącym obecnie) znajdowała się zakrystia, kapitularz i refektarz oraz cele mniszek. Pierwotnego przeznaczenia pomieszczeń w skrzydle zachodnim nie udało się ustalić. Wzdłuż skrzydeł klasztornych oraz południowej fasady kościoła biegł krużganek, który otaczał klasztorny wirydarz. Do szczytu skrzydła zachodniego przylegał (zachowany w niewielkim fragmencie) jednokondygnacyjny budynek gospodarczo-sanitarny. W pobliżu znajdowały się inne zabudowania pomocnicze: piekarnia, suszarnia, browar i wozownia. Cały kompleks klasztorny otoczony był murem.
Klasztor początkowo korzystał z immunitetu gospodarczego, z czasem musiał jednak przyjąć niektóre podatki na rzecz księcia i biskupa kamieńskiego. W razie najazdu zbrojnego wroga, ordynacja Bogusława X z 1523 roku zobowiązywała zakonnice do wystawienia sześciokonnego wozu z dziesięcioma mężczyznami uzbrojonymi w siekiery, pałki, łopaty i oskardy. Danina dla biskupa ograniczała się do przekazania 30 par rękawiczek nicianych oraz po dwie beczki piwa chociwelskiego i stargardzkiego. Funkcje przełożonych konwentu zakonnego pełniły zazwyczaj mniszki z rodów książęcych lub rycerskich. Przeciętnie w klasztorze przebywało ok. 20-30 mniszek. Po wprowadzeniu na Pomorzu protestantyzmu w 1534 klasztor uległ likwidacji, a w jego budynkach powstał zakład dla panien ze szlacheckich domów. Środki na utrzymanie zakładu pochodziły z zysków domeny marianowskiej w którą przekształcono część posiadłości zakonnych. Dodatkowy dochód dostarczał młyn, karczma, kuźnia i (najprawdopodobniej) warsztaty tkackie.
W klasztorze przebywała szlachcianka Sydonia von Borck jako pensjonariuszka zakładu dla panien z rodów szlacheckich. Była postacią kontrowersyjną, skrzywdzoną przez rodzinę, która pozbawiła ją prawa do majątku rodzinnego. Została posądzona o czary i rzucenie klątwy na ród Gryfitów. Po długim procesie została skazana na ścięcie, a potem spalona na stosie w 1620 roku.
W 1549 zabudowania klasztorne ucierpiały z powodu pożaru. Odbudowa trwała 2 lata. Ponowny pożar w 1637 spowodował zniszczenie skrzydła wschodniego klasztoru i krużganków wirydarza. Obiekty te nie zostały już odbudowane. W XIX w. przebudowano skrzydło zachodnie dawnego klasztoru, rozebrano także zachodnie przęsło nawy kościoła i wybudowano w tym miejscu wieżę.

## Stan obecny zabudowań klasztornych
Z zabudowań klasztornych zachowały się do naszych czasów:
- ceglany, gotycki kościół z drugiej połowy XIII wieku pod wezwaniem Niepokalanego Poczęcia NMP, z dobudowaną w 1892 wieżą, na której znajdują się dzwony z 1825 i 1890 roku. Przypory wzmacniające z zewnątrz mury kościoła pochodzą z XIX wieku. W murach kościoła zachowały się dwa skromne portale, z których południowy przeznaczony był dla zakonnic, a północny dla pozostałych wiernych. Górne partie zewnętrznych ścian kościoła ozdobione są gzymsem wieńczącym w postaci malowanego ornamentu z motywem czwórliścia. Kościół posiada drewniany, belkowany strop. Wyposażenie:
  - ołtarz główny – pentaptyk powstały w XVI wieku, przemalowywany w XVIII i XIX wieku. Ołtarz początkowo był tryptykiem. Przekształcenie w pentaptyk, poprzez dodanie dwóch skrzydeł, nastąpiło prawdopodobnie ok. 1730 roku[2]. W predelli znajduje się obraz „Złożenie do Grobu” wykonany w 1546 przez nadwornego malarza księcia Barnima XI – Gabriela Glockendona[1]. Artysta ten jest być może autorem całego ołtarza (w jego pierwotnej formie). Jedną z osób przedstawionych na obrazie jest córka księcia Barnima XI – Anna, późniejsza księżna Anhalt[1]. Obraz ten uważany jest za najwartościowszą część ołtarza[1]. Nad predellą, w centralnym miejscu ołtarza, umieszczono obraz „Ukrzyżowanie”. Na wewnętrznych skrzydłach ołtarza umieszczono obrazy: „Modlitwa w Ogrójcu”, „Pojmanie”, a na zewnętrznych: „Biczowanie”, „Złożenie do Grobu”.
  - ambona – wykonana w 1726 roku przez stargardzkiego rzeźbiarza Bartholome Frantza[2] w stylu barokowym. Ufundowana przez przeoryszę Domu dla Panien Barbarę Katherinę von Strauss i kaznodzieję Jana Krzysztofa Foersterna[1]. Nad bramką ambony znajduje się herb fundatorki[2]. Kosz ambony wspiera się na figurze Mojżesza. Płyciny ambony zdobią figury Ewangelistów oraz cytaty z Ewangelii św. Łukasza.
  - epitafium królewskiego radcy Jerzego Andrzeja von Thuna. Epitafium wykonane zostało z drewna, pod koniec XVII wieku w stylu barokowym[1]. Posiada bogatą dekoracje rzeźbiarską z motywami roślinnymi
  - ołtarze boczne – wykonane w 1956 w stylu neogotyckim

- zachodnie skrzydło budynku klasztornego wraz z niewielkim fragmentem dawnego budynku gospodarczego o częściowo XIV wiecznych murach[3].

Zabudowania klasztorne otacza, pochodzący sprzed XVIII w., mur o długości 91 m i wysokości od 1,5 do 2 m. W pobliżu rośnie dąb Sydonii – pomnik przyrody.
Zespół klasztorny w Marianowie składający się z kościoła, skrzydła klasztornego, budynku gospodarczego, cmentarza przykościelnego oraz ogrodzenia został w dniu 25.08.1993 wpisany do rejestru zabytków pod numerem A-1228.